# 台灣聯合國協進會
社團法人台灣聯合國協進會（英語：The Taiwan United Nations Alliance；簡稱TAIUNA），是一個向內政部登記的社團法人，於2003年10月24日成立。協進會以促請中華民國政府“以台灣國名份，正式申請加入聯合國以及各種國際組織為正式會員”为任務。
現任理事長是林逸民（第十任）。

## 歷史
2003年10月24日晚間，台灣聯合國協進會在雙連長老教會禮拜堂舉行成立大會。
協進會信念和宗旨：
1. 、實現聯合國宗旨，促進台灣與世界之公義、和平與安全。
2. 、增進台灣國人對聯合國及其體系的瞭解，推廣有關聯合國及其體系的教育。
3. 、提升台灣國人的世界觀，並參與國際人權保障 、人道救援與環境保護等活動。
4. 、推動台灣國加入聯合國，成為國際社會名實合一的正常化國家。

協進會任務：
1. 、出版定期刊物，提供及時之相關國際資訊。
2. 、舉辦定期講座、研討會以及各種相關活動。
3. 、促請本國政府早日以台灣國名份，正式申請加入聯合國以及各種國際組織為正式會員。

## 成員（現屆）
- 理事長：林逸民，醫學博士，福爾摩沙共和會理事長。
- 常務理事：曾琮愷，民主進步黨籍，民進黨南投縣黨部執行委員[2]、何黎星、王進財。
- 理事：王世堅、吳豐年、沈志霖、洪嘉駿、張志梅、張昭正、張碩恩、陳玉芬、陳傳岳、黃春益、黃淑純、蔡文立、蔡宜蓁、鄭文龍、鄭英兒、謝佩芬
- 候補理事：陳亞麟，曾任屏東縣枋寮鄉鄉長。
- 常務監事：張宗達
- 監事：陳彩仁、彭宜雄、黃啟豪、黃榮村、鄭夢真、賴明瑛。
- 秘書長：鄭英兒（理事兼任）

### 歷屆理事長
- 第一、二屆：陳隆志
- 第三、四屆：羅榮光
- 第五屆：涂醒哲
- 第六屆：廖林麗玲
- 第七、八屆理事長：蔡明憲
- 第九屆：涂醒哲
- 第十屆：林逸民

註：除涂醒哲和廖林麗玲外，其他卸任者轉任榮譽理事長

### 歷屆秘書長
- 第一任：葉賽鶯
- 第二任：羅榮光
- 第三任：鄭英兒

## 官方網站
- 官方網站 （页面存档备份，存于）